# جودي بيل
جودي بيل (بالإنجليزية: Judy Bell)‏ هي لاعبة غولف أمريكية، ولدت في 23 سبتمبر 1936.